# اچ‌ام‌اس ترایل (۱۷۴۴)
اچ‌ام‌اس ترایل (۱۷۴۴) (به انگلیسی: HMS Trial (1744)) یک کشتی بود. این کشتی در سال ۱۷۴۴ ساخته شد.